# 嗅球
嗅球（olfactory bulb）是脊椎动物前脑中参与嗅觉的一个神经结构，用于感知气味。它将嗅觉讯息传送至杏仁核、眶额皮质及海马体，以进一步处理，并在情绪、记忆和学习中发挥作用。
嗅球分为主嗅球和副嗅球两个结构。主嗅球透过初级嗅皮层的梨状皮层连结杏仁核，并将讯息直接投射至杏仁核的特定区域。副嗅球位于主嗅球的背侧后方，形成一条平行的讯息传递通路。
若嗅球受损，将导致同侧嗅觉丧失；而钩回部位的病变可能引发嗅觉或味觉的幻觉。

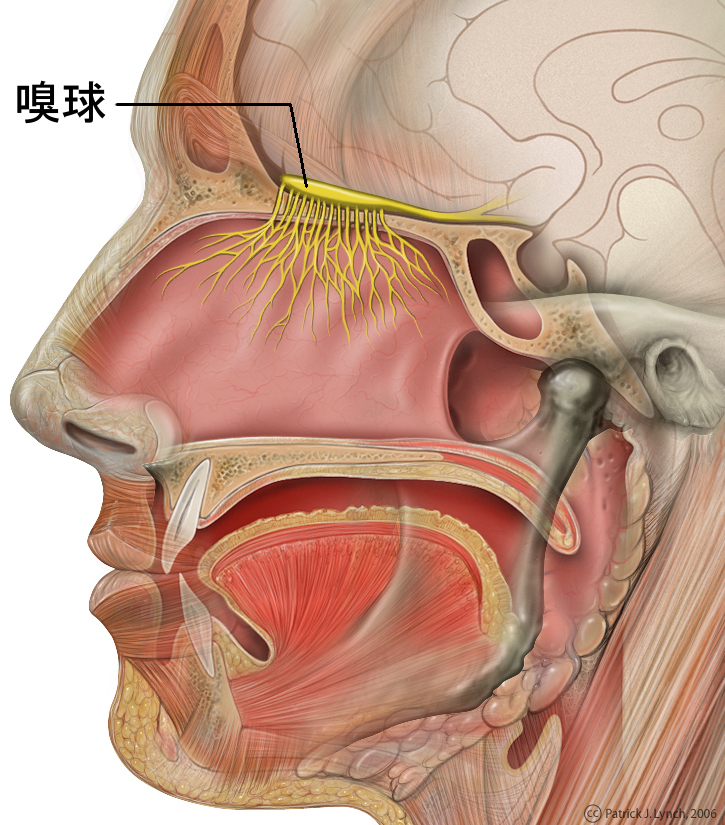
人的嗅球在脑中所处的位置

## 解剖學
對於大部份的脊椎动物而言，嗅球位在大腦的最前面，不過人類的嗅球位在大腦的內部。嗅球由篩骨的篩板固定且保護嗅球，哺乳動物的篩板會分隔嗅球和嗅上皮，而嗅神經會穿過篩板中的篩孔而連接到嗅球。嗅球分為二個不同的結構：主嗅球及輔助嗅球。
主嗅球具有多层细胞结构，从表面到中心的层次依次为：
- 嗅小球（英语：Glomerulus (olfaction)）层
- 外丛状层
- 树突细胞层
- 内丛状层
- 颗粒细胞层